# Rainer Schmitz (Journalist)
Rainer Schmitz (* 1950) ist ein deutscher Journalist und Buchautor.

## Leben
Schmitz ist seit 1979 Kulturredakteur bei Zeitungen und Zeitschriften, so bei der Welt, ab 1990 als einer der Gründungsredakteure beim SZ-Magazin und seit 1993 – ebenfalls vom Start der Publikation an – bei Focus. Seine Themenschwerpunkte sind Literatur und der Buchmarkt. Er ist Autor des 2006 bei Eichborn erschienenen Buchs Was geschah mit Schillers Schädel? das als Literaturlexikon rund 1200 Einträge umfasst.

## Werke
- mit Wilhelm Haefs: Die Chronik der Anderen Bibliothek. Bände No. 1–400. Die Andere Bibliothek, Berlin 2018, ISBN 978-3-8477-9990-0.
- als Herausgeber: Ergötzliche Nächte. Unerhörte Geschichten aus der italienischen Renaissance. Wiederentdeckt, mit Anmerkungen, bibliographischen Notizen und einem Nachwort versehen von Rainer Schmitz. Die Andere Bibliothek, Berlin 2017, ISBN 978-3-8477-0386-0.
- mit Benno Ure: Tasten, Töne und Tumulte. Alles, was Sie über Musik nicht wissen. Siedler, München 2016, ISBN 978-3-8275-0083-0 (Neuausgabe unter dem Titel „Wie Mozart in die Kugel kam. Kurioses und Überraschendes aus der Welt der klassischen Musik“: Pantheon, München 2018, ISBN 978-3-570-55371-8).
- als Herausgeber: Tausend und Ein Tag. Morgenländische Erzählungen. Die Andere Bibliothek, Berlin 2014, ISBN 978-3-8477-0015-9.[1]
- Schwärmer – Schwindler – Scharlatane. Magie und geheime Wissenschaftern. Böhlau Verlag, Wien 2011, ISBN 978-3-205-78744-0.
- Was geschah mit Schillers Schädel? Alles, was Sie über Literatur nicht wissen. Eichborn, Frankfurt 2006, ISBN 3-8218-5775-7 (Taschenbuchausgabe: Heyne, München 2008, ISBN 978-3-453-60080-5).
- Flohwalzer, Flohfallen und Flöhe im Ohr: Ein Lesebuch. Reclam, Leipzig 1997, ISBN 3-379-01588-1.